# The Men Who Stare at Goats
The Men Who Stare at Goats är en amerikansk-brittisk långfilm från 2009 i regi av Grant Heslov, med George Clooney, Ewan McGregor, Jeff Bridges och Kevin Spacey i rollerna. Filmen bygger på boken med samma namn av Jon Ronson.

## Handling
Filmen följer tidningsreportern Bob Wilton (Ewan McGregor) vars fru lämnar honom för tidningens redaktör. För att fly undan situationen och för att visa för sin och fru och för sig själv att han är en man; flyger Bob till Kuwait för att rapportera om Irakkriget. Han ramlar över sin livs historia när han möter den pensionerade elitsoldaten Lyn Cassady (George Clooney), som avslöjat att han varit del av ett träningsprogram för att träna psykiska spioner. Historien berättas främst genom tillbakablickar.

## Rollista
| George Clooney  | – Lyn Cassady                |
| Ewan McGregor   | – Bob Wilton                 |
| Jeff Bridges    | – Bill Django                |
| Kevin Spacey    | – Larry Hooper               |
| Stephen Lang    | – Brigadgeneral Dean Hopgood |
| Robert Patrick  | – Todd Nixon                 |
| Waleed Zuaiter  | – Mahmud Daash               |
| Stephen Root    | – Gus Lacey                  |
| Glenn Morshower | – Major General Holtz        |
| Nick Offerman   | – Scotty Mercer              |
| Tim Griffin     | – Tim Kootz                  |
| Rebecca Mader   | – Debora Wilton              |
| Glenn Morshower | – Major Jim Holtz            |
| Waleed Zuaiter  | – Mahmud Dash                |